# Jessica Degenhardt
Jessica Degenhardt (Dresda, 21 aprile 2002) è una slittinista tedesca, vincitrice di quattro titoli mondiali -due nel doppio, uno nel doppio sprint ed uno nella gara a squadre-.

## Biografia

### Carriera sportiva

#### Stagioni 2017-2021

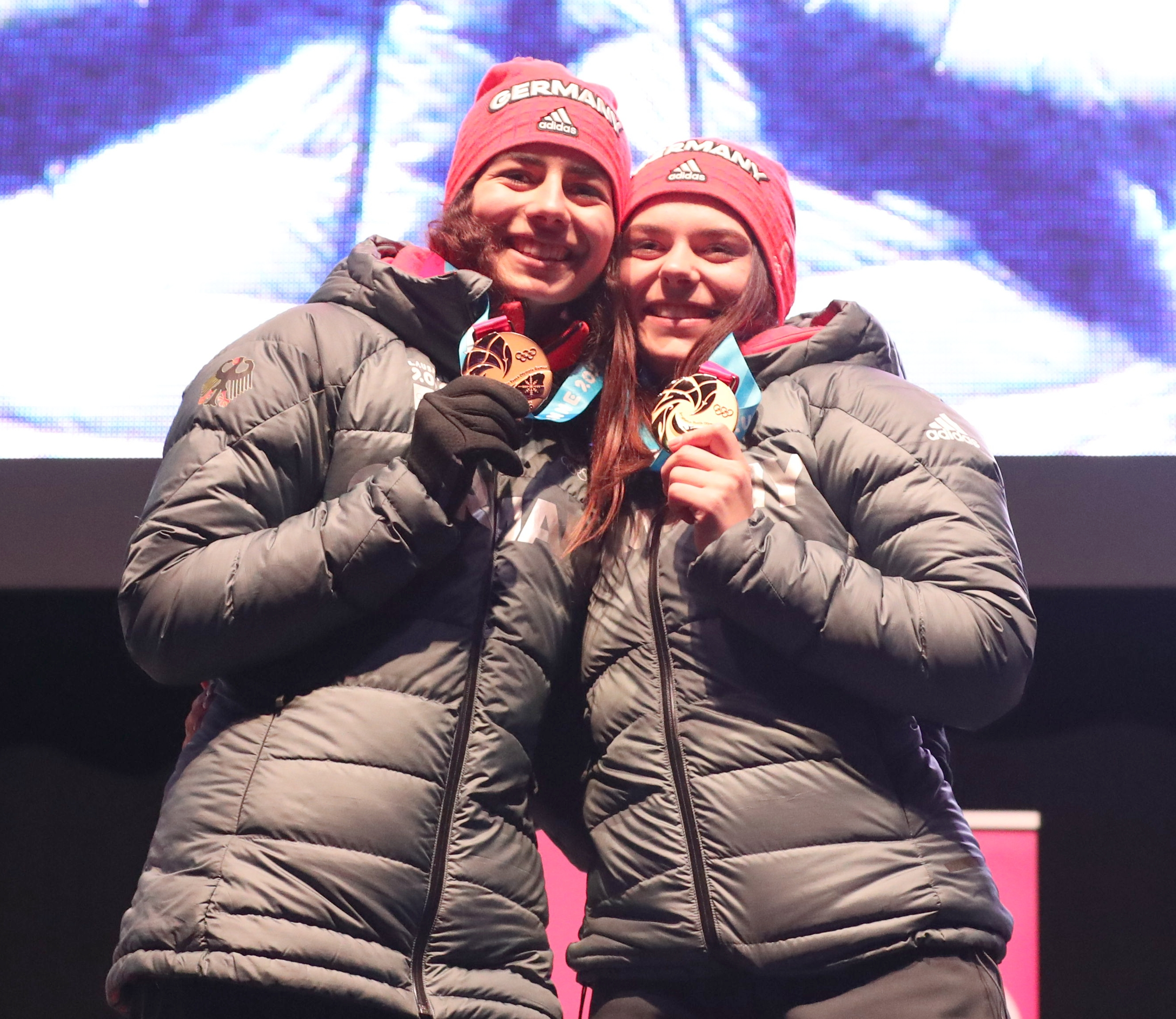
Degenhardt (a sinistra) e Schneider sul podio dei Giochi olimpici giovanili di.

Iniziò a gareggiare per la nazionale tedesca nel singolo nella categoria giovani nel 2017, prendendo parte alla Coppa del Mondo terminata con la conquista della classifica generale; l'anno successivo, pur essendo nei limiti previsti per poter gareggiare in quella stessa classe di età, partecipò a quella junior, chiudendo al quinto posto della graduatoria, giunse quarta agli europei juniores di Winterberg 2018 ed ottenne la medaglia di bronzo ai mondiali di categoria di Altenberg 2018.
Dalla stagione seguente, con l'introduzione della specialità del doppio donne, prevista solo per la classe giovani a seguito dell'inclusione della gara nel programma delle Olimpiadi giovanili, disputò entrambe le discipline: nel doppio, in coppia con Vanessa Schneider, giunse seconda nella Coppa del Mondo giovani mentre nel singolo ottenne la seconda piazza in quella juniores, chiuse in quinta posizione nei campionati europei di categoria a Sankt Moritz 2019 e bissò la medaglia di bronzo dell'anno precedente nel torneo iridato di Innsbruck 2019. Nel 2019/20 conquistò la vittoria nella graduatoria di Coppa giovani sia nel singolo sia nel doppio, giunse nuovamente seconda nel singolare in quella junior, nella rassegna continentale di categoria a Winterberg 2020 ottenne la medaglia d'argento nel singolo e quella d'oro nella gara a squadre, in quella mondiale di Oberhof 2020 trionfò nella prova individuale ed in quella a staffetta ed ai Giochi olimpici giovanili di Losanna 2020 vinse l'oro nel doppio e l'argento nel singolo; al termine della stagione, il 29 febbraio 2020, fece il suo esordio nella Coppa del Mondo assoluta chiudendo all'undicesimo posto nel singolo la tappa di Schönau am Königssee e piazzandosi al quarantatreesimo posto in classifica generale.
La federazione mondiale, a causa della pandemia di COVID-19, decise di annullare l'intera stagione 2020/21 relativamente alle classi giovani e juniores, conseguentemente la Degenhardt non disputò alcuna competizione internazionale in quell'annata.

#### Stagioni 2022-2024

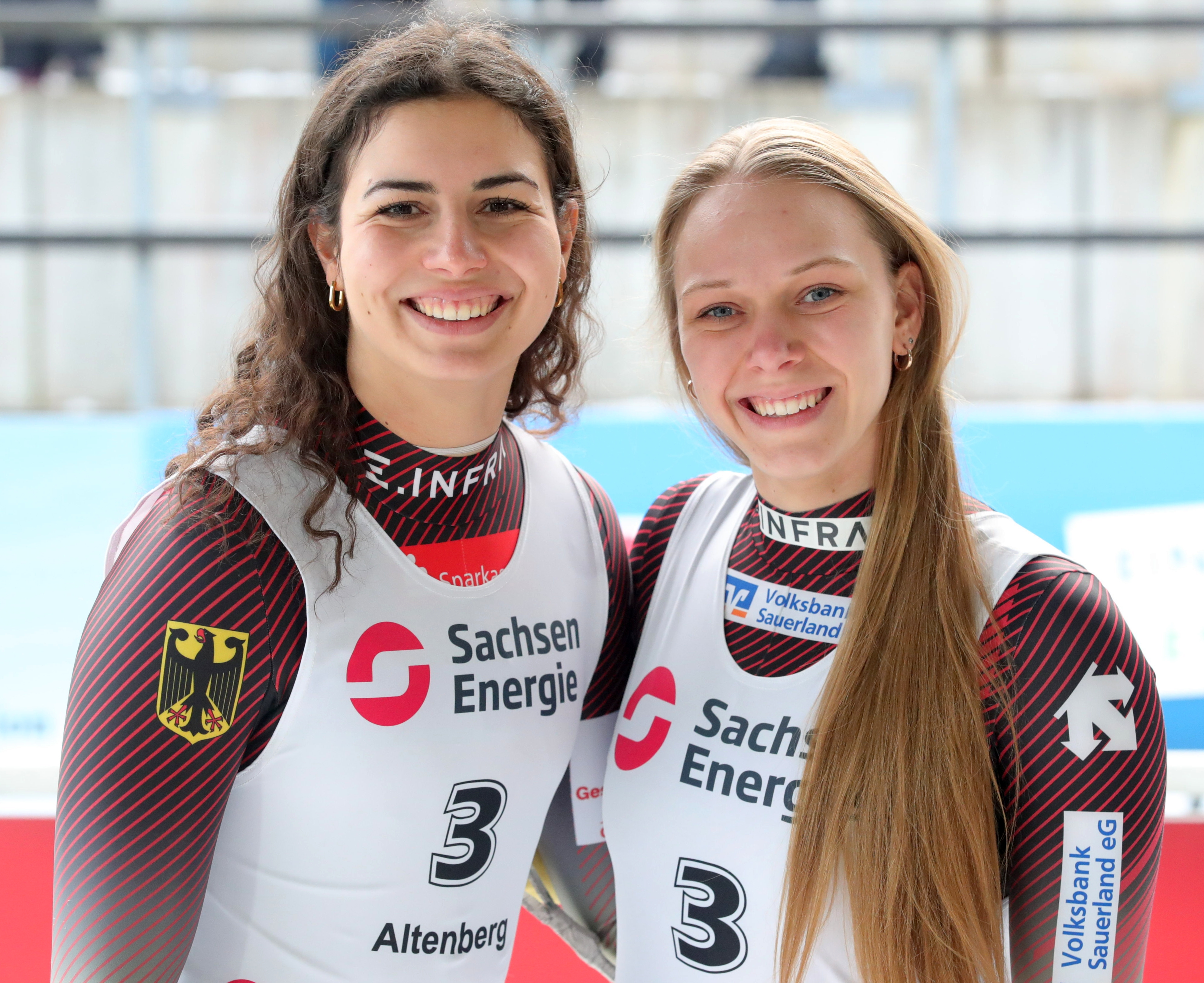
Degenhardt (a sinistra) e Rosenthal ai campionati nazionali di Altenberg 2024.

La stagione successiva cominciò ai campionati nazionali di Altenberg dove ottenne il bronzo nella prova individuale e l'argento nella gara a squadre, quindi prese il via nell'edizione di Coppa juniores nel singolo, conclusa ancora una volta al secondo posto; nella stessa specialità e categoria conquistò la seconda posizione agli europei di Bludenz 2022 e vinse il titolo iridato a Winterberg 2022, insieme a quello nella gara a squadre. Nel doppio, con la nuova compagna Cheyenne Rosenthal, gareggiò in quella che fu la stagione di debutto del doppio femminile a livello assoluto in Coppa del Mondo, che si disputò con le modalità di "gara nella gara" per atlete di qualsiasi età durante il circuito di Coppa juniores, conquistando il 2 dicembre 2021 la vittoria nella competizione inaugurale di La Plagne e vincendo le altre tre gare di Coppa a cui prese parte, terminando così in seconda piazza nella classifica, alle spalle del duo formato dalle connazionali Luisa Romanenko e Pauline Patz che invece disputò tutte e sei le prove in programma; partecipò inoltre al primo mondiale assoluto della specialità a Winterberg 2022 in cui conquistò la medaglia d'oro.
Dal 2022/23 gareggiò esclusivamente nella disciplina a coppie, giungendo al terzo posto nella graduatoria di Coppa del Mondo grazie ai dieci podi ottenuti in stagione, comprese le vittorie conseguite sulle piste di Winterberg e di Sankt Moritz; colse la medaglia di bronzo ai campionati europei di Sigulda 2023 ed ai mondiali di Oberhof 2023 vinse il titolo sia nella prova del doppio sia in quella del doppio sprint, in queste due competizioni ottenne inoltre rispettivamente il secondo ed il primo posto nelle speciali classifiche riservate alle under 23. L'annata seguente si piazzò in seconda posizione in Coppa e, con sei successi di tappa, trionfò in quella di specialità classica; nella rassegna continentale di Innsbruck 2024 si aggiudicò la medaglia d'oro nel doppio e quella d'argento nella gara a squadre, mentre in quella iridata di Altenberg 2024 fu quattordicesima nella prova sprint e tredicesima in quella del doppio. 

#### Stagione 2025
Nella stagione 2024/25, con la vittoria ottenuta sulla pista di Pyeongchang ed ulteriori sette secondi posti, si piazzò nuovamente in seconda posizione nella Coppa del Mondo, conquistò la medaglia d'argento ai campionati continentali di Winterberg 2025 sia nel doppio sia nella gara a squadre ed in quelli iridati di Whistler 2025 vinse l'oro nella prova a squadre, l'argento in quella a coppie ed il bronzo nella neonata specialità della staffetta mista doppio, insieme a Rosenthal ed ai connazionali Tobias Wendl e Tobias Arlt.

## Palmarès

### Mondiali
- 6 medaglie:
  - 4 ori (doppio a Winterberg 2022; doppio, doppio sprint ad Oberhof 2023; gara a squadre a Whistler 2025).
  - 1 argento (doppio a Whistler 2025);
  - 1 bronzo (staffetta mista doppio a Whistler 2025).

### Europei
- 5 medaglie:
  - 1 oro (doppio ad Innsbruck 2024);
  - 3 argenti (gara a squadre ad Innsbruck 2024; doppio, gara a squadre a Winterberg 2025);
  - 1 bronzo (doppio a Sigulda 2023).

### Mondiali under 23
- 1 medaglia:
  - 1 oro (doppio ad Oberhof 2023).

### Europei under 23
- 1 medaglia:
  - 1 argento (doppio a Sigulda 2023).

### Mondiali juniores
- 6 medaglie:
  - 4 ori (singolo, gara a squadre ad Oberhof 2020, singolo, gara a squadre a Winterberg 2022);
  - 2 bronzi (singolo ad Altenberg 2018, singolo ad Innsbruck 2019).

### Europei juniores
- 2 medaglie:
  - 1 oro (gara a squadre a Winterberg 2020);
  - 2 argenti (singolo a Winterberg 2020, singolo a Bludenz 2022).

### Olimpiadi giovanili
- 2 medaglie:
  - 1 oro (doppio a Losanna 2020);
  - 1 argento (singolo a Losanna 2020).

### Coppa del Mondo
- Miglior piazzamento in classifica generale di Coppa del Mondo nel singolo: 43ª nel 2019/20.
- Miglior piazzamento in classifica generale di Coppa del Mondo nel doppio: 2ª nel 2021/22, nel 2023/24 e nel 2024/25.
- Vincitrice della Coppa del Mondo di specialità nel doppio nel 2023/24.
- 41 podi (28 nel doppio, 1 nel doppio sprint, 2 nelle staffette miste doppio, 10 nelle gare a squadre):
  - 20 vittorie (13 nel doppio, 2 nelle staffette miste doppio, 5 nelle gare a squadre);
  - 16 secondi posti (11 nel doppio, 5 nelle gare a squadre);
  - 5 terzi posti (4 nel doppio, 1 nel doppio sprint).

#### Coppa del Mondo - vittorie
| Data             | Luogo        | Paese         | Disciplina                                                                                          |
| ---------------- | ------------ | ------------- | --------------------------------------------------------------------------------------------------- |
| 2 dicembre 2021  | La Plagne    | Francia       | Doppio con Cheyenne Rosenthal                                                                       |
| 3 dicembre 2021  | La Plagne    | Francia       | Doppio con Cheyenne Rosenthal                                                                       |
| 17 dicembre 2021 | Oberhof      | Germania      | Doppio con Cheyenne Rosenthal                                                                       |
| 18 dicembre 2021 | Oberhof      | Germania      | Doppio con Cheyenne Rosenthal                                                                       |
| 11 febbraio 2023 | Winterberg   | Germania      | Doppio con Cheyenne Rosenthal                                                                       |
| 18 febbraio 2023 | Sankt Moritz | Svizzera      | Doppio con Cheyenne Rosenthal                                                                       |
| 15 dicembre 2023 | Whistler     | Canada        | Doppio con Cheyenne Rosenthal                                                                       |
| 16 dicembre 2023 | Whistler     | Canada        | Gara a squadre con Julia Taubitz, Tobias Wendl, Tobias Arlt, Max Langenhan e Cheyenne Rosenthal     |
| 6 gennaio 2024   | Winterberg   | Germania      | Doppio con Cheyenne Rosenthal                                                                       |
| 7 gennaio 2024   | Winterberg   | Germania      | Gara a squadre con Anna Berreiter, Tobias Wendl, Tobias Arlt, Max Langenhan e Cheyenne Rosenthal    |
| 13 gennaio 2024  | Innsbruck    | Austria       | Doppio con Cheyenne Rosenthal                                                                       |
| 10 febbraio 2024 | Oberhof      | Germania      | Doppio con Cheyenne Rosenthal                                                                       |
| 11 febbraio 2024 | Oberhof      | Germania      | Gara a squadre con Merle Fräbel, Hannes Orlamünder, Paul Gubitz, Max Langenhan e Cheyenne Rosenthal |
| 24 febbraio 2024 | Sigulda      | Lettonia      | Doppio con Cheyenne Rosenthal                                                                       |
| 2 marzo 2024     | Sigulda      | Lettonia      | Doppio con Cheyenne Rosenthal                                                                       |
| 3 marzo 2024     | Sigulda      | Lettonia      | Gara a squadre con Anna Berreiter, Tobias Wendl, Tobias Arlt, Felix Loch e Cheyenne Rosenthal       |
| 5 gennaio 2025   | Sigulda      | Lettonia      | Gara a squadre con Merle Fräbel, Tobias Wendl, Tobias Arlt, Max Langenhan e Cheyenne Rosenthal      |
| 26 gennaio 2025  | Oberhof      | Germania      | Staffetta mista doppio con Tobias Wendl, Tobias Arlt e Cheyenne Rosenthal                           |
| 15 febbraio 2025 | Pyeongchang  | Corea del Sud | Doppio con Cheyenne Rosenthal                                                                       |
| 16 febbraio 2025 | Pyeongchang  | Corea del Sud | Staffetta mista doppio con Toni Eggert, Florian Müller e Cheyenne Rosenthal                         |

### Coppa del Mondo juniores
- Miglior piazzamento in classifica di Coppa del Mondo juniores nel singolo: 2ª nel 2018/19, nel 2019/20 e nel 2021/22.

### Coppa del Mondo giovani
- Vincitrice della Coppa del Mondo giovani nel singolo nel 2016/17 e nel 2019/20.
- Vincitrice della Coppa del Mondo giovani nel doppio nel 2019/20.

### Campionati tedeschi
- 7 medaglie:
  - 5 ori (doppio ad Oberhof 2023; doppio, gara a squadre ad Altenberg 2024; doppio, gara a squadre a Winterberg 2025);
  - 1 argento (gara a squadre ad Altenberg 2022);
  - 1 bronzo (singolo ad Altenberg 2022).